# Heinrich Bach
Peter Heinrich Nielsen Bach, född 1905, död 1984 var en dansk språkforskare.
Bach blev efter studier vid Köpenhamns universitet lektor i tyska språket där 1935 och professor i germansk filologi vid universitetet i Århus 1938. Bland hans skrifter märks Laut- und Formenlehre der Sprache Luthers (1934) och Die türingisch-sächsische kanzleisprache bis 1325 (2 band, 1937-43).